# De runda ruinerna
De runda ruinerna (spanska: Las ruinas circulares) är en novell av den argentinske författaren Jorge Luis Borges, först publicerad i den argentinska tidskriften Sur 1940 och sedermera inkluderad i samlingen Trädgården med gångar som förgrenar sig 1941 (på svenska i sin helhet 2007).
Novellen handlar om en man som anländer till en tempelruin i djungeln där han påbörjar sitt försök att drömma fram ett nytt liv, vilket han till slut lyckas med. De runda ruinerna, som är mycket kort, slutar med att den åldrade mannen går för att möta döden, bara för att inse att han själv är en annan mans dröm. 
Temat med drömobjekt som dyker upp i den riktiga världen känns igen från bland annat Tlön, Uqbar, Orbis Tertius och till viss mån även från Zahiren. Novellen har bland annat lästs som en berättelse om författarens kreativitet, ibland i samband med filosofisk idealism – ett tema Borges ofta återkommer till.